# Johann Heinrich Kopp
Johann Heinrich Kopp (Hanau, 17 settembre 1777 – Hanau, 28 novembre 1858) è stato un mineralogista e medico tedesco.

## Biografia
Era il padre del chimico Hermann Franz Moritz Kopp (1817-1892). Studiò medicina presso le università di Rinteln, Marburgo e Jena, ottenendo la sua abilitazione nel 1801. Lavorò come medico a Rödelheim, poi si stabilì come medico nella sua città natale. Dal 1807 lavorò come professore di chimica, fisica e storia naturale presso il liceo di Hanau. Nel 1813 venne nominato ufficiale medico e nel 1815 raggiunse il titolo di Hofrat (consigliere). In seguito, divenne un medico personale del principe elettore di Hesse. Nel 1808 divenne uno dei membri fondatori del Wetterauische Gesellschaft, che servì come direttore nel 1826-1828.
Fu autore di numerosi scritti su varie tematiche mediche; la sua opera con maggior successo fu nel campo della medicina forense. Nel 1808 fornì una prima descrizione di bieberite.

## Opere principali
- Dissertatio inauguralis medica sistens tentamen de causis combustionis spontaneae in corpore humano factae, 1800.
- Grundriß der chemischen Analyse mineralischer Körper, 1805.
- Systematisch-tabellarische Uebersicht und Charakteristik der Mineralkörper in oryktognostischer und orologischer Hinsicht, 1806 (con Karl Cäsar von Leonhard; Karl Friedrich Merz).
- Mineralogische synonymik, 1810
- Ausführliche Darstellung und Untersuchung der Selbstverbrennungen des menschlichen Körpers in gerichtlich-medizinischer und pathologischer, 1811.
- Denkwürdigkeiten in der ärztlichen Praxis (5 vol. 1830–44).[4]